# Асхаб аль-Кахф
Асха́б аль-Кахф (араб. أصحاب الكهف‎ —  обитатели пещеры‎) — коранические персонажи, молодые люди, которые спрятались в пещере, чтобы уберечь свою веру, и проспали там 309 лет. Отождествляются с персонажами христианского сказания о «семи спящих отроках эфесских». Эпизоды, посвящённые им, изложены в Коране, в 18-й суре «Пещера».

## История
Согласно Корану, молодые люди «отвергли порочные верования своего народа и уверовали в Аллаха, стали исполнять его повеления и воздерживаться от дурных поступков». За это соплеменники подвергли их преследованиям. Спасаясь «они бежали из своего города и укрылись в пещере». Согласно Корану, они обратились к Аллаху с просьбой смилостивиться над ними и направить на верный путь. Аллах услышал их просьбу и «закрыл им уши в пещере на многие годы». Вместе с ними уснула и собака, растянувшаяся у входа.
Затем Аллах воскресил юношей в назидание людям. Очнувшись, молодые люди подумали, что прошел день или часть дня, и послали одного из них купить пропитание. «В некоторых преданиях говорится, что его звали Ямлиха». Таким образом они дали себя обнаружить, а затем уснули вечным сном. Над их пещерой (в урочище ар-Раким), обращённой входом к северу, люди устроили потом молитвенное сооружение (масджид). В Коране не называется точное число этих молодых людей и констатируется, что это число, так же как и продолжительность их сна, один «Аллах знает лучше».
Согласно преданиям, молодые люди жили в одном из городов Малой Азии или Сирии и приняли христианство во времена царя Дакьянуса. «Они подверглись гонениям и спрятались в пещере, в которую преследователи не смогли проникнуть. Решив удалиться от людей, они замуровали вход в пещеру». По воле Аллаха они надолго уснули. «Через много лет пещеру вскрыл пастух и сделал там загон для скота, не заметив спящих». Примерно через 300 лет молодые люди проснулись и «послали одного из них купить хлеба». Когда юноша дал булочнику монету, тот не признал её и доставил молодого человека «к царю, который узнал монету и так выяснилось, что они проспали около 300 лет». К тому временем христиане уже не подвергались гонениям, а история юношей получила широкую известность. Юноши уснули вечным сном, а над их пещерой была сооружена мечеть (сура 18 «Пещера», аят 21). Таким образом Мы дали знать о них людям для того, чтобы они узнали, что обещание Аллаха есть истина и что в Часе невозможно усомниться. Но вот они стали спорить о них и сказали: «Воздвигните над ними строение. Их Господу лучше знать о них». А те, которые отстояли свое мнение, сказали: «Мы непременно воздвигнем над ними мечеть».
Согласно некоторым преданиям, имена этих молодых людей были: Ямлиха, Максалина, Маслина, Марнуш, Дабарнуш, Сазануш и Кафшататаййуш, а имя их собаки — Китмир. В некоторых мусульманских странах имя Китмир надписывали на посланиях, чтобы уберечь последние от пропажи. Некоторые комментаторы утверждали, что события, произошедшие с «людьми пещеры» произошли во второй половине III века после пророчества Исы (Иисуса). Рассказ об асхаб аль-кахф является напоминанием о том, что раз умерев, в Судный день (киямат) люди снова восстанут и предстанут перед Аллахом, а также о том, что Аллах творит чудеса, чтобы защитить истинных верующих.
Исследователь Джорджтаунского университета Джордж Арчер отмечает параллель, которую проводят многие источники между отроками, спящими в пещере, и мертвецами, ожидающими воскрешения, а в самой истории в Коране находит предостережение о недопустимости культа почитания усопших, не проводящего должного разграничения между знаками, данными Всевышним, и самой Божественной реальностью, эти знаки посылающей. В фигуре же пса, охраняющего вход пещеры, исследователь находит не просто случайное упоминание домашнего животного, а аллюзию к фигуре подобной Церберу или Анубису, охраняющей вход в царство усопших и грозно предостерегающей мусульман от почитания мёртвых людей.

## Расположение пещеры
Коранический рассказ об Асхаб аль-кахф является вариантом христианского сказания о «семи спящих отроках эфесских», распространённого на Ближнем Востоке до утверждения ислама. Отдельные подробности коранического повествования (название места, направление входа в пещеру, строительство над ней храма, наличие в прямой речи сиро-палестинских диалектизмов) дают основание предположить, что Коран имеет в виду не эфесскую пещеру, традиционно считавшуюся местом действия христианского сказания, а погребение на территории римского некрополя в окрестностях современного Аммана, с которым в Сирии и Палестине ещё в доисламский период связывали действие этого сказания.
Сказание об Асхаб Ал-Кахф получило широкое распространение в мусульманском мире. В различных версиях этой истории средневековые авторы помещали могилу «людей пещеры» помимо Эфеса и Аммана в Йемен, Магриб, Испанию, Тарс, Мараш, и даже в Урумчи (Восточный Туркестан). В этих местах до сих пор показывают пещеры, бывшие якобы местом сна коранических «обитателей пещеры».
На территории Нахичеванской Автономной Республики в Азербайджане имеется пещера Асхаб-Уль-Кахф — место, почитаемое мусульманами.

## В массовой культуре
- Телесериал «Люди пещеры» (Иран, 1998).